# 抽気
抽気（ちゅうき）とは、ガスタービンエンジンにおいて燃焼部の上流にあるコンプレッサ段から取り出される圧縮空気、または蒸気タービンにおいて蒸気タービンの各段から取り出される蒸気のこと。

## ガスタービンエンジン

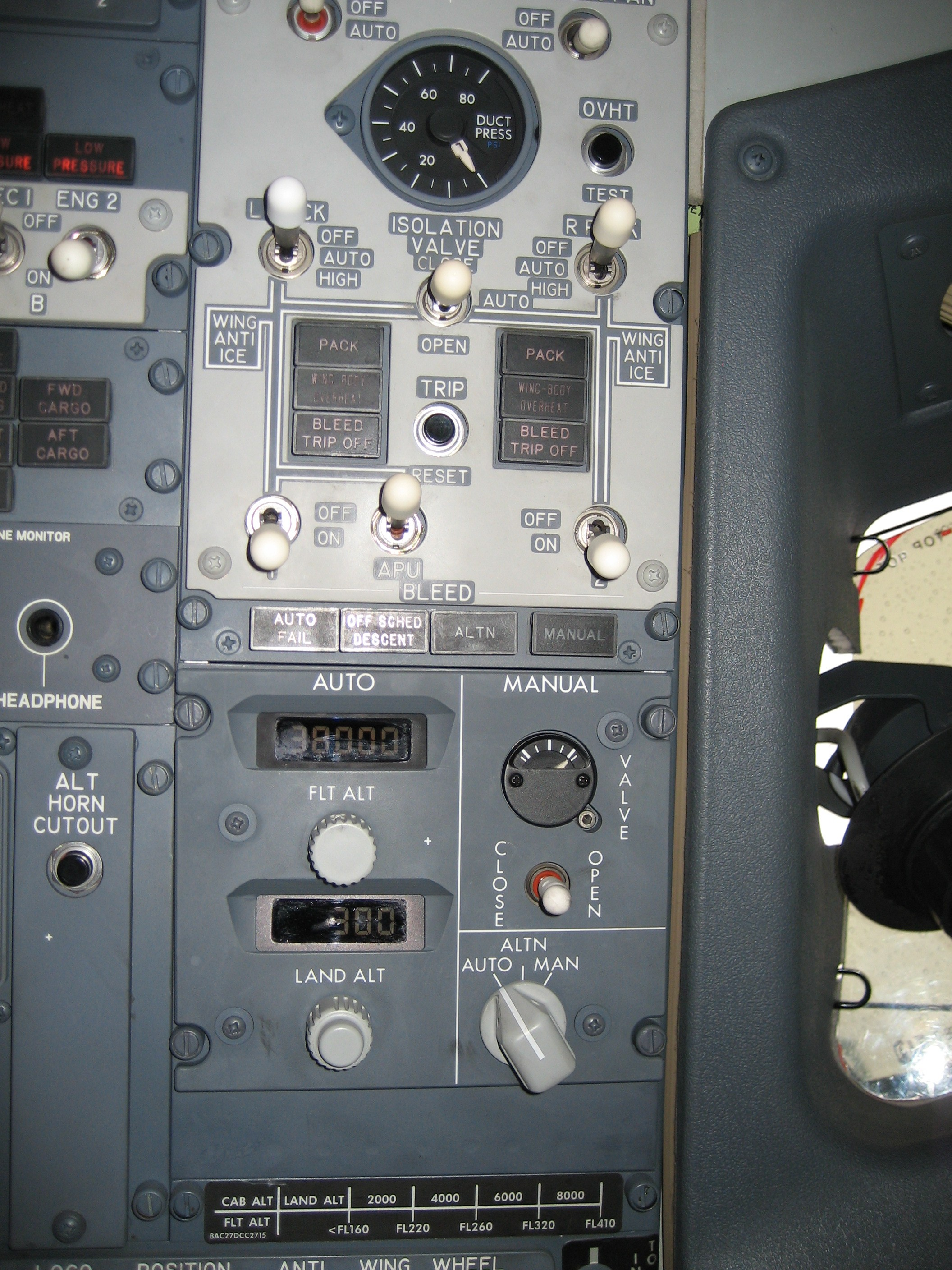
ボーイング737-800型機のキャビン与圧・抽気制御盤

自動給気・機内圧力制御装置（ASCPC）バルブは、低圧段または高圧段のコンプレッサー中間部から空気を取り出して利用する。低圧段の空気は高出力設定運転時に使用され、高圧段の空気は降下時およびその他の低出力設定運転時に使用される。コンプレッサーからの抽気は、エンジン内部の冷却（特にタービンブレード）、他のエンジンの空気タービン式スターターを回すクロス・ブリード・スタート、エンジンと主翼その他機体の着氷防止、キャビンの与圧、空気圧アクチュエーターや空気圧駆動モーターの動作、油圧リザーバーの加圧、廃液タンクと貯水タンクの駆動その他に利用できる。エンジン整備マニュアルの中には、このようなシステムを "カスタマーブリードエア "と呼んでおり、エンジンメーカーにてあらかじめ定めた条件のもと、エンジン出力に応じた圧力・流量にて使用することになる。
抽気された空気は、高温と高圧という2つの特性を持ち（典型的な数値は、200 - 250 ℃、275 kPa）、適切な温度と圧力に調整されて航空機内で利用される。

## 蒸気タービン
蒸気タービンのシステム総合熱効率を上げるため、高圧タービンの中間段から蒸気を抜き出してボイラーへの給水を加熱する。これを再生サイクルと呼び、抜き出される蒸気およびその動作を「抽気」と呼ぶ。